# 網路亨通
網路亨通（日语：ドリームパスポート），是日本純種競賽馬匹。生涯活躍於中長途賽事，曾勝出2006年如月賞及神戶新聞盃，亦於皋月賞、菊花賞及日本盃跑獲亞軍。

## 出賽前
2003年3月14日出生於北海道白老町白老牧場，成長途中於一口馬主俱樂部Joy Race Horse Co. Ltd.進行馬主募集。
其後交由栗東訓練中心練馬師松田博資訓練。

## 競賽生涯

### 2歲
2005年9月3日出戰小倉競馬場2歲新馬戰，保持在中團位置下在彎道逐步加速，於直路繼續衝刺下最終敗於其後的阪神兩歲牝馬錦標冠軍T M Precure及Cosmo Ruby取得第三。
其後出戰2歲未勝利戰，繼續採用居中戰術下在彎道處逐步收窄和前方賽駒的距離，在直路上繼續加速下跑出全場最佳末腳速度，但敗於其後的朝日盃未來錦標冠軍李察靈駒取得第二。
10月15日出戰2歲未勝利戰，本次比賽採用前置戰術下一直保持在第三的位置，在直路上繼續加速拋離對手，最終輕鬆取得首勝。
2星期後出戰公開賽萩錦標，重新採用後上戰術下在直路超越大部份對手，但仍然未能追上李察靈駒以第二落敗。
年末以京都兩歲錦標作為目標，保持在後方位置下在直路開始加速上前，但一直被同樣位置的丸河勝驥壓制下取得第二。

### 3歲
2006年首戰為如月賞，採用後上戰術下於彎道處開始上前，在進入直路前處於外檔位置。進入直路後，其迅速進入狀態不斷加速，最終跑出優秀的衝刺力下在最後一步超越領先的名將森遜，取得首個分級賽冠軍。
3月19日出戰春季錦標，繼續採用後上戰術下在彎道處抽出外檔望空，縱然在直路上跑出全場最快末腳，但仍然未能超越透出的名將森遜及李察靈駒，以第三的戰績落敗。
4月進軍皋月賞，由於本次比賽有不少賽前享有實績的賽駒，其僅獲得第十的人氣。比賽開始後，其選擇於中團位置展開推進，在對面直路上前下在彎道處再度放慢速度墮後，並保持在內欄位置準備加速。進入直路後，其在內欄位置開始展開對前方的攻勢，最終成功突圍而出下僅敗於名將森遜，爆冷取得第二的戰績。
其後按照計劃出戰東京優駿（日本打吡），賽前因距離適性的不安取得第七人氣。比賽開始後，其仍然以較為後置的戰術逐步上前，於直路上在第十二附近的位置展開加速，最終一舉超越大部份對手下最至第三，僅落後於名將森遜及至愛。
進入秋季後，其以神戶新聞盃作為起動戰，本次比賽採用前置戰術一直保持在約莫第五的位置，最對面直路稍為墮後下於彎道處重新加速上前。進入直路後，其抽出大外檔進入完全望空的姿態，最終一口氣蠶食所有對手下以頸位壓贏在內欄位置加速的名將森遜，取得第二個分級賽冠軍，亦為鞍上騎師高田潤首個平地分級賽優勝。
10月乘勢出戰菊花賞，比賽初段面對至愛的大逃快放戰術，其未有受到影響下保持在中團位置，並於第二圈對面直路逐步上前。進入直路後，其在中外檔位置展開優秀的衝刺，超越名將森遜及至愛後一度取得領先，但隨即被在更外側以更凌厲走勢加速的風之歌超越，再度在一級賽取得亞軍。
其後出戰日本盃挑戰年長馬匹，由於本次比賽被認為是大震撼、真心呼喚及占卜的三強對決，網路電郵僅取得第五人氣。比賽開始後，其以熟悉的節奏保持在中團靠前位置，同時在彎道處開始尋找望空的位置。進入直路後，其開始展開加速嘗試透出，最終成功抵擋占卜的追擊，僅敗於大震撼下取得第二。
年末以有馬紀念作為目標，採取居中戰術下保持穩定的節奏，雖然於直路上未能壓制大震撼、搖滾樂及大和主將以第四落敗，但仍然為同世代之中最佳的戰績。

### 4歲
2007年3月出戰年度首戰阪神大賞典，賽前為獨贏賠率1.6倍的大熱門。比賽開始後，其瞬間衝出下以優秀的反應進佔先頭位置，一直保持在Cosmo Produce後方第二的位置，在第二圈第四彎道更主動取代失速的對手成為領頭馬。進入直路後，其繼續在內欄位置維持自身的優勢，同時跑出不俗的速度，但仍然在最後關頭被眼福超越，以頭位差距憾負。
其後原定以春季天皇賞作為目標進行調整，但在4月7日被發現右腳第三掌骨骨折，因而進入休養。
11月25日復出出戰日本盃，但狀態未回復下毫無衝勢，以第十四的名次大敗，在其後的有馬紀念中亦因為過早出頭而在直路力弱，最終以第六落敗。
12月25日，由於馬主Saison Race Horse Co. Ltd.和練馬師松田博資於鞍上人的選擇存在分歧，因而轉投美浦訓練中心練馬師稻葉隆一的馬房。

### 5歲
2008年1月出戰轉廄後的首戰美國賽馬會盃，比賽初段保持在先頭位置，但於第四彎道處經已上前取得領先，最終重蹈有馬紀念時的覆轍，稍為被對手追過下以第五落敗。
其後選擇以京都紀念作為目標，本次比賽一直維持在內欄的遮擋位置，在直路上亦於內欄位置逐步突破，但最終僅跑獲第四的戰績。
4月6日出戰產經大阪盃，比賽初段繼續選擇在中團靠後的位置推進，但在直路上和京都紀念一樣選擇內欄突圍，最終再度未能進入全速狀態下以第四落敗。
5月上旬出戰春季主要目標之一春季天皇賞，然而在比賽途中未能在直路順利衝刺，最終以第九的戰績完賽。
6月繼續出戰寶塚紀念，但始終保持在後方位置下未能在直路縮窄和前方賽駒的距離，再度取得第九的戰績。
前往放草後在秋季以每日王冠作為熱身，但一直處於中團位置下最終以第十一大敗。
其後原定以阿根廷共和國盃作為目標，但於10月31日時被發現左前腳患有肌腱炎，陣營因而安排其退役。

### 詳細賽績
| 日期       | 舉辦國家 | 馬場 | 距離   | 級別  | 賽事名稱     | 負重 | 騎師     | 馬號 | 出馬 | 名次 | 時間   | 頭馬（二馬）   |
| ---------- | -------- | ---- | ------ | ----- | ------------ | ---- | -------- | ---- | ---- | ---- | ------ | -------------- |
| 3/9/2005   | 日本     | 小倉 | 草1200 |       | 2歲新馬      | 54   | 高田潤   | 6    | 16   | 3    | 1:09.9 | T M Precure    |
| 25/9/2005  | 日本     | 阪神 | 草2000 |       | 2歲未勝利    | 54   | 横山典弘 | 3    | 10   | 2    | 2:06.7 | 李察靈駒       |
| 15/10/2005 | 日本     | 京都 | 草1600 |       | 2歲未勝利    | 55   | 安藤勝己 | 7    | 11   | 1    | 1:34.8 | （Highbred）   |
| 29/10/2005 | 日本     | 京都 | 草1800 | OP    | 萩錦標       | 55   | 岩田康誠 | 2    | 8    | 2    | 1:49.6 | 李察靈駒       |
| 26/11/2005 | 日本     | 京都 | 草2000 | OP    | 京都兩歲錦標 | 55   | 高田潤   | 4    | 6    | 2    | 2:01.5 | 丸河勝驥       |
| 12/2/2006  | 日本     | 京都 | 草1800 | GIII  | 如月賞       | 56   | 安藤勝己 | 1    | 12   | 1    | 1:47.4 | （名將森遜）   |
| 19/3/2006  | 日本     | 中山 | 草1800 | GII   | 春季錦標     | 56   | 杜滿萊   | 10   | 16   | 3    | 1:48.9 | 名將森遜       |
| 16/4/2006  | 日本     | 中山 | 草2000 | GI    | 皋月賞       | 57   | 高田潤   | 2    | 18   | 2    | 2:00.0 | 名將森遜       |
| 28/5/2006  | 日本     | 東京 | 草2400 | GI    | 東京優駿     | 57   | 四位洋文 | 15   | 18   | 3    | 2:28.3 | 名將森遜       |
| 24/9/2006  | 日本     | 中京 | 草2000 | GII   | 神戶新聞杯   | 56   | 高田潤   | 13   | 16   | 1    | 1:58.1 | （名將森遜）   |
| 22/10/2006 | 日本     | 京都 | 草3000 | GI    | 菊花賞       | 57   | 横山典弘 | 13   | 18   | 2    | 3:02.7 | 風之歌         |
| 26/11/2006 | 日本     | 東京 | 草2400 | GI    | 日本盃       | 55   | 岩田康誠 | 7    | 11   | 2    | 2:25.4 | 大震撼         |
| 24/12/2006 | 日本     | 中山 | 草2500 | GI    | 有馬紀念     | 55   | 內田博幸 | 3    | 14   | 4    | 2:32.5 | 大震撼         |
| 18/3/2007  | 日本     | 阪神 | 草3000 | GII   | 阪神大賞典   | 57   | 安藤勝己 | 2    | 11   | 2    | 3:08.3 | 眼福           |
| 25/11/2007 | 日本     | 東京 | 草2400 | GI    | 日本盃       | 57   | 安藤勝己 | 14   | 18   | 14   | 2:26.2 | 賞月           |
| 23/12/2007 | 日本     | 中山 | 草2500 | GI    | 有馬紀念     | 57   | 高田潤   | 2    | 15   | 6    | 2:34.8 | 梵高藝展       |
| 27/1/2008  | 日本     | 中山 | 草2200 | JpnII | 美國賽馬會盃 | 57   | 松岡正海 | 10   | 16   | 5    | 2:13.9 | 氣墊快駒       |
| 23/2/2008  | 日本     | 京都 | 草2200 | GII   | 京都紀念     | 57   | 松岡正海 | 5    | 16   | 4    | 2:13.8 | 喜氣滿盈       |
| 6/4/2008   | 日本     | 阪神 | 草2000 | GII   | 產經大阪盃   | 57   | 松岡正海 | 11   | 11   | 4    | 1:58.9 | 大和赤驥       |
| 4/5/2008   | 日本     | 京都 | 草3200 | GI    | 春季天皇賞   | 58   | 松岡正海 | 7    | 14   | 9    | 3:16.6 | Admire Jupiter |
| 29/6/2008  | 日本     | 阪神 | 草2200 | GI    | 寶塚紀念     | 58   | 蛯名正義 | 10   | 14   | 9    | 2:16.5 | 榮進代表       |
| 12/10/2008 | 日本     | 東京 | 草1800 | GII   | 每日王冠     | 57   | 三浦皇成 | 13   | 16   | 11   | 1:45.6 | 超級黃蜂       |

## 退役後
退役後，網路亨通並未入種，而是於北海道惠庭市鈴蘭馬術中心休養，在2008年作為乘騎馬使用。
2024年2月14日，其於馬房內死亡，享年21歲。

## 血統簡介
父系富士奇蹟為日本賽駒，生涯出戰四場賽事全勝，包含一級賽朝日盃三歲錦標，曾被看好可以達成無敗三冠的偉業，但於彌生賞後因傷退役，因而被稱為「幻之三冠馬」。祖父週日寧靜是美國三冠賽雙冠馬，退役後在日本配種，其子嗣贏得巨額獎金，連續12年成為日本冠軍種馬。
母系Grace Land為日本賽駒，生涯四戰全敗。外祖父東來兵，曾勝出凱旋門大賽，退役後於日本配種，和週日寧靜及百仁時間被一同稱為「改變日本賽馬的三匹種馬」。

### 血統表
| 父線：週日寧靜系（Halo系）         |                            |                |                 |
| 種馬 富士奇蹟 1992年（棕色）       | 週日寧靜 1996年（棕色）    | Halo           | Hail to Reason  |
| 種馬 富士奇蹟 1992年（棕色）       | 週日寧靜 1996年（棕色）    | Halo           | Cosmah          |
| 種馬 富士奇蹟 1992年（棕色）       | 週日寧靜 1996年（棕色）    | Wishing Well   | Understanding   |
| 種馬 富士奇蹟 1992年（棕色）       | 週日寧靜 1996年（棕色）    | Wishing Well   | Mountain Flower |
| 種馬 富士奇蹟 1992年（棕色）       | Millracer 1983年（棗色）   | Le Fabuleux    | Wild Risk       |
| 種馬 富士奇蹟 1992年（棕色）       | Millracer 1983年（棗色）   | Le Fabuleux    | Anguar          |
| 種馬 富士奇蹟 1992年（棕色）       | Millracer 1983年（棗色）   | Marston's Mill | In Reality      |
| 種馬 富士奇蹟 1992年（棕色）       | Millracer 1983年（棗色）   | Marston's Mill | Millicent       |
| 繁殖雌馬 Grace Land 1998年（栗色） | 東來兵 1983年（棗色）      | Kampala        | Kalamoun        |
| 繁殖雌馬 Grace Land 1998年（栗色） | 東來兵 1983年（棗色）      | Kampala        | State Pension   |
| 繁殖雌馬 Grace Land 1998年（栗色） | 東來兵 1983年（棗色）      | Severn Bridge  | Hornbeam        |
| 繁殖雌馬 Grace Land 1998年（栗色） | 東來兵 1983年（棗色）      | Severn Bridge  | Priddy Fair     |
| 繁殖雌馬 Grace Land 1998年（栗色） | Golden Sash 1988年（栗色） | Dictus         | Sanctus         |
| 繁殖雌馬 Grace Land 1998年（栗色） | Golden Sash 1988年（栗色） | Dictus         | Doronic         |
| 繁殖雌馬 Grace Land 1998年（栗色） | Golden Sash 1988年（栗色） | Dyna Sash      | 北方風味        |
| 繁殖雌馬 Grace Land 1998年（栗色） | Golden Sash 1988年（栗色） | Dyna Sash      | Royal Sash      |
| 雌系：號族：1-t                    |                            |                |                 |
| 五代內近親交配：無                 |                            |                |                 |

## 命名由來
名字中，Dream（ドリーム）為馬主Joy Horse Co. Ltd.之冠名，Passport（パスポート）即是護照，香港則結合兩部分的意思：「夢之護照」，並且加以聯想其功用，翻譯為「網路亨通」。

## 外部連結
- 網路亨通 netkeiba.com
- 血統表